# Julia Loibl
Julia Loibl ist eine deutsche Schauspielerin.

## Leben
Über das Leben von Julia Loibl ist wenig bekannt. Nach einer Schauspielausbildung in Berlin hatte sie 2006 ihre ersten Auftritte im Fernsehen und am Theater. In der Folge Der Tod stand vor der Tür in der Serie Die Rosenheim-Cops spielte sie die Episodenhauptrolle Vivian Pfeiffer und am Stadttheater Landshut unter der Regie von Gerd Lohmeyer die Rolle der Hanna in Kaltes Land. Es folgten weitere Theaterengagements unter anderem in Bregenz, Innsbruck und Kempten, seit 2012 spielt sie überwiegend in München. Ab 2008 übernahm Loibl auch Sprechertätigkeiten für den Bayerischen Rundfunk. Einem breiteren Publikum wurde sie durch ihre Rolle in der Fernsehserie Der Kaiser von Schexing im Bayerischen Rundfunk bekannt. Ab dem Ende der vierten Staffel spielte sie die Nebenrolle der Jungbäuerin Lisa Deimer. Sie verkörperte diese Rolle in acht Folgen bis zum Ende der Serie.

## Filmografie
- 2006: Die Rosenheim-Cops – Folge Der Tod stand vor der Tür
- 2010–2011: Der Kaiser von Schexing – acht Folgen
- 2010: Picco
- 2015: Fanny und die Geheimen Väter, Fernsehserie
- 2017: Bella Germania

## Theater
- 2006–2007: Kaltes Land, Stadttheater Landshut
- 2006–2007: Der nackte Wahnsinn, Stadttheater Landshut
- 2007–2009: Spoonface Steinberg, Theater Landsberg
- 2008–2009: Rio Bar, Tamstheater München
- 2009–2010: Die Arabische Nacht, Kammerspiele Landshut
- 2009–2010: Gezeiten der Nacht, Landestheater Bregenz
- 2009–2010: Maria Stuart, Landestheater Innsbruck
- 2010–2011: Kasimir und Karoline, Stadttheater Kempten
- 2011–2012: Die Stimme des Waldes, Königliches Hoftheater Lana
- 2012–2013: Der Schattes eines Fluges, Theater im Fraunhofer, München
- 2013: Die elf Scharfrichter, Theater Undsofort, München
- seit 2023: Warten. Ein Simultan-Krippenspiel, Metropoltheater München, Theater im Fraunhofer
- 2014: Skylight, Kellertheater Innsbruck
- 2014–2015: Was ihr wollt, Stadttheater Kempten
- 2015: Bartleby der Schreiber, Metropoltheater München
- seit 2015: Die Kinder des Olymp, Metropoltheater München
- seit 2015: Der nackte Wahnsinn, Münchener Lustspielhaus
- seit 2015: Hasemanns Töchter – Das volle Programm, Metropoltheater München, Theater im Fraunhofer
- seit 2016: Tage des Schreckens, der Verzweiflung und der Welt, Theater Mathilde Westend
- seit 2016: Seekrank im Schwimmbad, Tamstheater München